# Marcela Arounian
Marcela Santos Arounian (São Paulo, 7 de enero de 2000) es una balonmanista brasileña que juega de pivote para la selección nacional de Brasil .

## Trayectoria

### De clubes
Empezó su carrera en su Brasil natal, defendiendo la camiseta del  EC Pinheiros con el que, en su etapa cadete, ganó el campeonato brasileño en 2016.
Saltó a Europa en enero de 2023 para jugar en España, en el equipo de División de Honor vallisoletano Club Deportivo Balonmano Aula, con el que llegó a jugar una final de Copa de la Reina. En el verano de 2025 se trasladará al club francés Saint-Amand Handball.

#### Trayectoria
- - 2023:  EC Pinheiros
- 2023-25:  Aula Valladolid
- 2025 - :  Saint-Amand Handball

### En la selección
Con la selección brasileña, Arounian conquistó el título del Campeonato Sudamericano y Centroamericano en 2022 y 2024.
Arounian también participó con Brasil en los Juegos Suramericanos de 2022 y los Juegos Panamericanos de 2023, donde ganó la medalla de oro en cada una de las citas.
Formó parte de la selección brasileña en los Juegos Olímpicos de París.

## Títulos, premios y galardones

### Con la selección
- 1 x  Medalla de oro en los Juegos Panamericanos (Santiago 2023)
- 2 x  Medalla de oro en el Campeonato Sur y Central Americano (Argentina 2022, Brasil 2024)
- 1 x  Medalla de oro en los Juegos Suramericanos (Asunción 2022)